# Joan Miquel Nadal i Malé
Joan Miquel Nadal i Malé (Tarragona, 24 d'agost de 1950), és un advocat i polític català. La seva tasca política principal l'ha desenvolupat com a alcalde de Tarragona des de l'any 1989 fins al 2007.

## Biografia
Llicenciat en Dret per la Universitat de Barcelona especialitzat en dret mercantil. Ha exercit d'advocat i va formar part del Sindicat Democràtic d'Estudiants (SDEUB).
L'any 1971 va ingressar a l'Assemblea de Catalunya i el 1975 es va afiliar a Convergència Democràtica de Catalunya (CDC).
Ha estat president del Consorci d'Aigües de Tarragona (1991-2001) i és president de la Mancomunitat d'Incineració dels Residus Urbans de Tarragona.
Conseller de l'Ajuntament de Tarragona des de les eleccions municipals espanyoles de 1979. El 1989 va presentar una moció de censura amb el CDS i el PP contra el llavors alcalde de la ciutat Josep Maria Recasens i Comes (PSC), que va aconseguir guanyar. A partir de llavors Joan Miquel Nadal va aconseguir imposar-se en totes les eleccions municipals en què s'havia presentat com a candidat a l'alcaldia per CiU. El seu mandat com a alcalde va acabar el 2007, on ell mateix va decidir no tornar-se a presentar després de 18 anys en el poder.
Va ser president del Consorci del Camp de Tarragona entre 1991 i 2001 Va ser diputat provincial de la Diputació de Tarragona i el primer president del Consell Comarcal del Tarragonès.
Ha estat elegit diputat al Congrés dels Diputats a les eleccions generals espanyoles de 1986 (substituint Josep Gomis), 1989, 1993 i 1996. Ha estat membre de la Diputació Permanent i vicepresident primer de la Comissió de Defensa (1996-1999).
Després fou elegit diputat a les eleccions al Parlament de Catalunya de 1999 i 2003. Ha estat membre de la Comissió d'Economia, Finances i Pressupost i de la Comissió de la Sindicatura de Comptes del Parlament de Catalunya.